# حسن میرزایی اهرنجانی
حسن میرزایی اهرنجانی (زاده: ۱۳۲۱، سلماس- درگذشت: ۲۰ تیر ۱۳۹۰، تهران) عضو هیئت علمی گروه مدیریت دولتی دانشکده مدیریت دانشگاه تهران یکی از استادان برجسته مدیریت در ایران بود. میرزایی اهرنجانی برای مدت ۱۵ سال مدیر گروه مدیریت دولتی دانشگاه تهران و مدت هفت سال مدیر ایستگاه تحقیقات مدیریتی (اتم) دانشگاه تهران و از بنیان‌گذاران دوره دکتری مدیریت در دانشگاه تهران در سال ۱۳۶۴ بود. وی دارای نظریه سه شاخگی در مدیریت است. میرزایی که دو سال پس از بازنشسته شدن، در تیر ماه سال ۱۳۹۰ در تهران درگذشت.

## پیشینه آموزشی
- دکترا، ‌مدیریت دولتی، دانشگاه کالیفرنیای جنوبی، ‌ایالات متحده آمریکا
- کارشناسی ارشد، ‌مدیریت دولتی، دانشگاه کالیفرنیای جنوبی، ‌ایالات متحده آمریکا
- کارشناسی ارشد، ‌علوم سیاسی، دانشگاه جورجیا، ‌ایالات متحده آمریکا
- کارشناسی، مدیریت دولتی، دانشگاه تهران، ایران

## آثار
میرزایی به دلیل انجام سخنرانی‌ها و کنفرانس‌های بسیار، به استاد شفاهی مدیریت مشهور است. وی دارای نظریه سه شاخگی در مدیریت است. وی مدرس دروس «تحلیل فلسفی نظریه‌های سازمان»، استاد کرسی درس «مبانی فکری و فلسفی تئوریهای مدیریت» و «روش‌شناسی تحقیق در مدیریت» به مدت ۲۰ سال در دوره دکتری دانشگاه تهران بود.

### کتاب
میرزایی صاحب تألیفات مهمی در روش‌شناسی است.
- سازمان و بروکراسی، دانشگاه تهران، ۱۳۷۸[۲]
- سازمانها: سیستم‌های عقلایی، طبیعی و باز تئوری‌های سازمانی، دانشگاه تهران، ۱۳۷۸[۲]
- زم‍ی‍ن‍ه‌ه‍ای روش‌ش‍ن‍اخ‍ت‍ی ت‍ئ‍وری س‍ازم‍ان، سازمان مطالعه و تدوین کتب علوم انسانی دانشگاه‌ها (سمت)، ۱۳۸۶ [۳]
- م‍ب‍ان‍ی ف‍ل‍س‍ف‍ی ت‍ئ‍وری س‍ازم‍ان، سازمان مطالعه و تدوین کتب علوم انسانی دانشگاه‌ها (سمت)، ۱۳۸۶ [۳]
- رفتار سازمانی با رویکرد اسلامی (سطح گروه)، پژوهشگاه حوزه و دانشگاه، ۱۳۸۵ [۳]

### مقاله
- مدلی مفهومی برای تحلیل چشم‌انداز، مطالعات دفاعی استراتژیک ۱۳۸۵ شماره  ۲۸  [۳]
- کتاب اصول مدیریت علمی تیلور (بخش چهارم)، مطالعات دفاعی استراتژیک ۱۳۸۵ شماره ۲۵ و ۲۶  [۳]
- تحلیلی بر تیلوریسم و مدیریت علمی در کارگاه (۴)، مطالعات دفاعی استراتژیک ۱۳۸۵ شماره ۲۵ و ۲۶  [۳]
- نقش نگرش‌ها و ارزش‌ها در ساختارهای نظارتی سازمان، اولین همایش علمی و پژوهشی نظارت و بازرسی در کشور  [۳]
- عوامل مؤثر بر افول سازمان، فرهنگ مدیریت ۱۳۸۴ شماره ۱۱  [۳]
- طراحی الگوی مفهومی تعاملات سازمان – محیط بر اساس ظرفیت محیط با رویکرد سیستمی، دانش مدیریت ۱۳۸۴ شماره ۶۸  [۳]
- طراحی و تبیین مدل دیالکتیکی نهادی شدن سازمان، دانش مدیریت ۱۳۸۲ شماره ۶۳  [۳]
- ارائه الگوی مطلوب سازمانی برای سازمان‌های غیر دولتی ایران با استفاده از رویکرد کارآفرینی، دانش مدیریت ۱۳۸۲ شماره ۶۲  [۳]
- ارائه مدل سه بعدی تحلیل مبانی فلسفی و زیر ساخت‌های بنیادین تئوری‌های مدیریت، دانش مدیریت ۱۳۸۱ شماره ۵۶  [۳]
- تحلیل هرمونیکی سازه‌های آگزیوماتیزه شده تئوری‌های مدیریت، دانش مدیریت ۱۳۸۰ شماره ۵۳ [۳]
- مهارت و هنر خوب گوش دادن (۲)، دانش مدیریت ۱۳۷۳ شماره ۲۵  [۳]
- مهارت و هنر خوب گوش دادن (۱)، دانش مدیریت ۱۳۷۳ شماره ۲۴  [۳]
- پژوهش‌های کاربردی(۲)، دانش مدیریت ۱۳۷۱ شماره ۱۸ [۳]
- پژوهش‌های کاربردی (۱)، دانش مدیریت ۱۳۷۱ شماره  [۳]
- زمینه‌های فکری و اجتماعی نظریه‌های مدیریت، دانش مدیریت ۱۳۶۹ شماره ۹و۱۰ [۳]
- سایبرنتیک در مدیریت (۱)، دانش مدیریت ۱۳۶۷ شماره ۱ [۳]